# Чеканіха
Чекані́ха (рос. Чеканиха) — село у складі Усть-Пристанського району Алтайського краю, Росія. Адміністративний центр та єдиний населений пункт Чеканіхинської сільської ради.

## Населення
Населення — 221 особа (2010; 309 у 2002).
Національний склад (станом на 2002 рік):
- росіяни — 99 %